# Shank

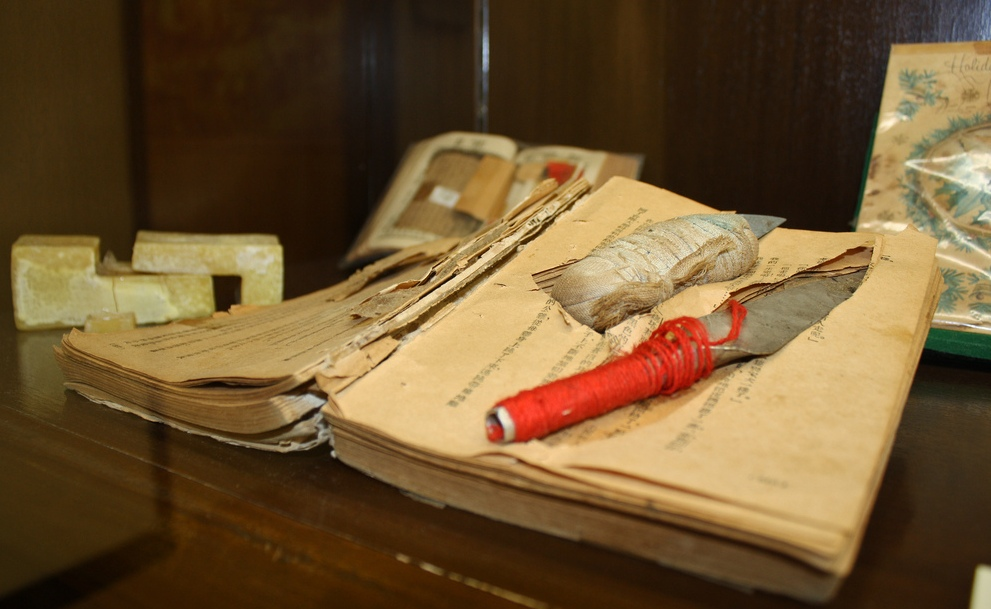
Shiv in een gevangenismuseum in Hongkong

Een shank of shiv is een geïmproviseerd zelfvervaardigd steekwapen. Shanks worden meestal vervaardigd uit alledaagse objecten op plaatsen waar streng gecontroleerd wordt op wapenbezit, zoals de gevangenis. Het is een publiek geheim dat zich in gevangenissen wereldwijd shanks bevinden die door gevangenen als wapen (of eventueel als zelfmoordmiddel) worden gebruikt.
De term is afkomstig van het Engels en betekent letterlijk een ijzeren plaatje aan een schoenzool. In Amerikaanse gevangenissen werden deze plaatjes immers vaak gebruikt om shivs van te maken. Men spreekt ook wel van een shiv, afgeleid van het Romani-woord chiv, dat mes of lemmet betekent. De term shank is, met name in het Nederlands, bekender en wordt vaak eveneens gebruikt voor geïmproviseerde wapens in algemene zin.
Shanks worden zoals gezegd vaak in de gevangenis vervaardigd om daar te worden gebruikt als wapens. Gevangenisbendes vechten hun geschillen vaak uit met behulp van shanks. Shanks of shivs kunnen bestaan uit:
- Gebroken flessen of glasscherven, eventueel aan de kant van de gebruiker omwikkeld met doek voor een geïmproviseerd heft;
- IJzeren lepels of plaatjes die aan stenen vloeren of muren worden geslepen tot wapens;
- Afgebroken houten of plastic voorwerpen met een scherpe kant;
- Dierenbotten die over zijn van de maaltijd en die tot een puntige vorm worden geslepen;
- Bovengenoemde scherpe voorwerpen, vastgemaakt aan een tandenborstel of ander voorwerp om het bereik te vergroten;
- En verder alles wat potentieel als steekwapen gebruikt kan worden en wat de maker maar voorhanden heeft.

Gevangenissen trachten deze ontwikkelingen te bestrijden door onder andere het weren van metalen en glazen voorwerpen, en door onaangekondigde controles in de cellen uit te voeren.